# Uramya brevicauda
Uramya brevicauda là một loài ruồi trong họ Tachinidae.